# Diocesi di Silando
La diocesi di Silando (in latino: Dioecesis Silandensis) è una sede soppressa del patriarcato di Costantinopoli e una sede titolare della Chiesa cattolica.

## Storia
Silando, identificabile con le rovine nei pressi di Selendi nell'odierna Turchia (distretto omonimo nella provincia di Manisa), è un'antica sede episcopale della provincia romana della Lidia nella diocesi civile di Asia. Faceva parte del patriarcato di Costantinopoli ed era suffraganea dell'arcidiocesi di Sardi.
La diocesi è documentata nelle Notitiae Episcopatuum del patriarcato di Costantinopoli fino al XII secolo.
Diversi sono i vescovi documentati di questa antica sede episcopale. Due appartengono al IV secolo. Al primo concilio ecumenico celebrato a Nicea nel 325 prese parte Marco, che tutte le liste conciliari indicano come vescovo di Standos, sede sconosciuta; Le Quien, Schwartz e Destephen propongono di correggere il nome in Silandos. Nella vita di sant'Agapeto, vescovo di Sinao, si riporta un miracolo operato dal santo, il quale, su richiesta del vescovo Damiano di Silando, avrebbe con la preghiera deviato un corso d'acqua che minacciava una chiesa di Silando. Damiano fu probabilmente il successore di Marco.
Nel V secolo è documentato il vescovo Alchimede, che partecipò al concilio di Calcedonia nel 451. In seguito, Le Quien aggiunge il vescovo Anatolio, che sottoscrisse nel 458 la lettera dei vescovi della Lidia all'imperatore Leone dopo la morte del patriarca Proterio di Alessandria. Anatolio sottoscrive come episcopus Helleonorum, sede sconosciuta, che Le Quien corregge in Silandorum. Questa ipotesi è tuttavia esclusa dagli editori degli Acta Conciliorum Oecumenicorum, che ritengono si tratti della diocesi di Sala; tuttavia tra i vescovi che sottoscrissero la lettera si trova già un vescovo di Sala, Giuliano, che i medesimi editori attribuiscono a Satala. Per Destephen, è molto più semplice lasciare Giuliano a Sala, consapevole che in questo modo rimane irrisolta la questione della sede di appartenenza di Anatolio.
La serie episcopale di Silando riprende con il VII secolo. Andrea partecipò al terzo concilio di Costantinopoli nel 680. Stefano assistette al concilio di Nicea del 787. Eustazio partecipò al concilio di Costantinopoli dell'879-880 che riabilitò il patriarca Fozio di Costantinopoli. La sigillografia ha restituito il nome del vescovo Callisto, vissuto fra X e XI secolo. Infine Le Quien aggiunge un anonimo vescovo, che prese parte al concilio indetto dal patriarca Callisto I nel 1351 per affrontare le controversie teologiche che videro coinvolti Barlaam di Seminara, Gregorio Acindino e Gregorio Palamas; secondo Pètridès, questo anonimo era vescovo di Sinao e non di Silando.
Dal XIX secolo Silando è annoverata tra le sedi vescovili titolari della Chiesa cattolica; la sede è vacante dal 12 febbraio 1968.

## Cronotassi

### Vescovi greci
- Marco † (menzionato nel 325)
- Damiano † (dopo il 325)
- Alchimede † (menzionato nel 451)
- Anatolio ? † (menzionato nel 458)
- Andrea † (menzionato nel 680)
- Stefano † (menzionato nel 787)
- Eustazio † (menzionato nell'879)
- Callisto † (circa X-XI secolo)
- Anonimo ? † (menzionato nel 1351)

### Vescovi titolari
- Jules Prosper París[13], S.I. † (27 aprile 1900 - 13 maggio 1931 deceduto)
- James Albert Duffy[14] † (5 giugno 1931 - 12 febbraio 1968 deceduto)